# Service aérien de la Marine impériale japonaise

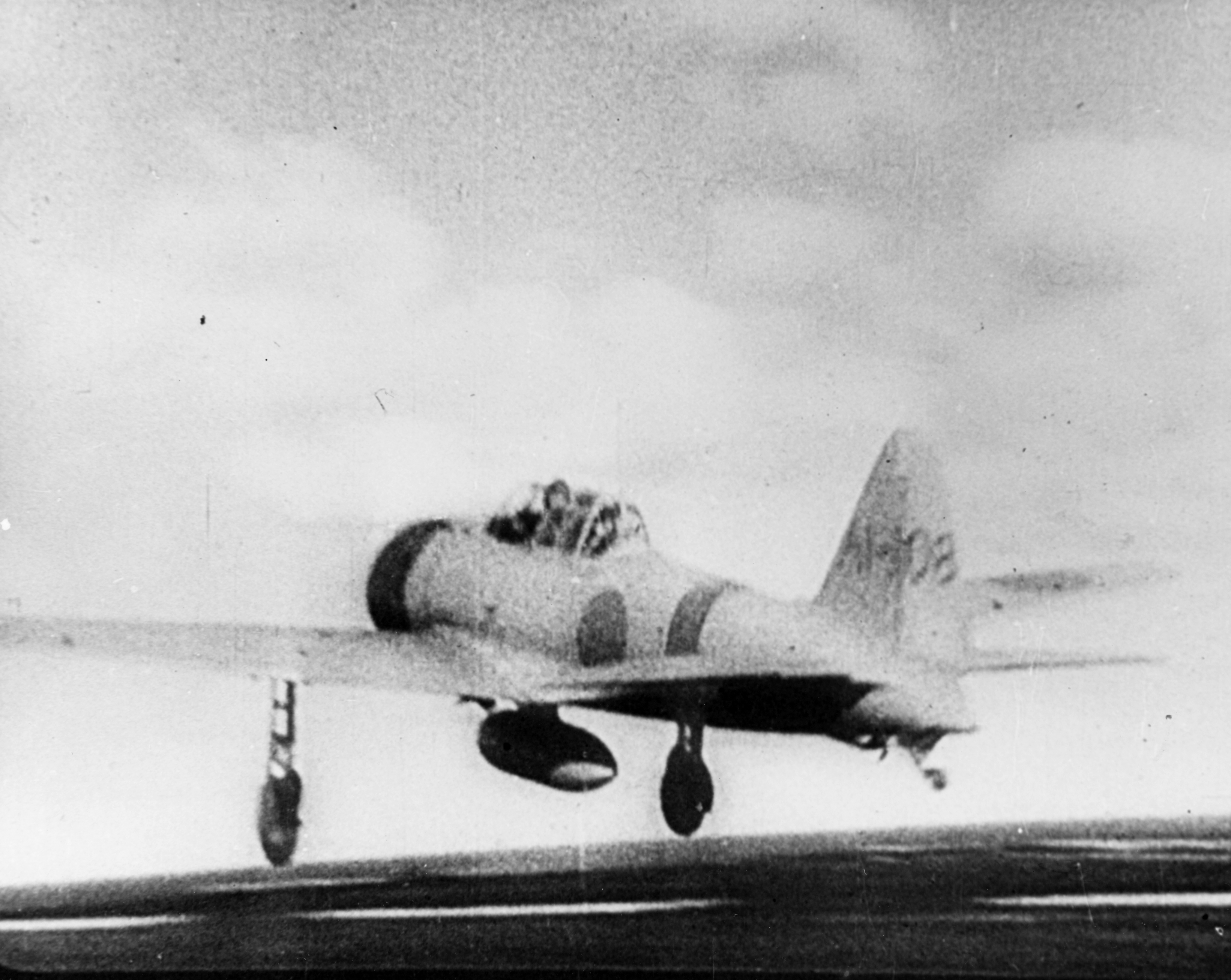
A6M2 (« Zéro ») modèle 21, le chasseur embarqué standard de la Marine impériale de 1941 à 1945.

Le Service aérien de la Marine impériale japonaise (大日本帝國海軍航空本部, Dai-Nippon teikoku kaigun kōkū honbu) fut l'arme aérienne de la Marine impériale du Japon entre 1910 et 1945. Jusqu'en 1945, le Japon possédait deux services aériens militaires, l'autre étant celui de l'Armée de terre, qui disposait de plus d'effectifs.
Ce service de la Marine impériale japonaise n'était pas seulement chargé des opérations de guerre aéronavale (décollage de porte-avions) mais aussi de missions à décollage conventionnel en partance de bases terrestres, de reconnaissance maritime aérienne et dans une moindre mesure du secours aérien en mer. Il comprenait des bases terrestres côtières dotées d'avions terrestres et d'hydravions, des porte-avions et de leurs unités embarquées et des sous-marins spéciaux emportant des avions pour des missions de reconnaissance et de bombardement à long rayon d'action. C'est en son sein que naquit l'idée du corps des kamikazes ou tokkotai (« unités spéciales ») en 1944. Une spécificité de l'aviation de la Marine impériale japonaise pendant la Seconde Guerre mondiale fut le développement de sous-marins spéciaux embarquant des hydravions pour réaliser, à une moindre échelle toutefois, des missions similaires à celles des appareils embarqués sur les porte-avions.

## Origines

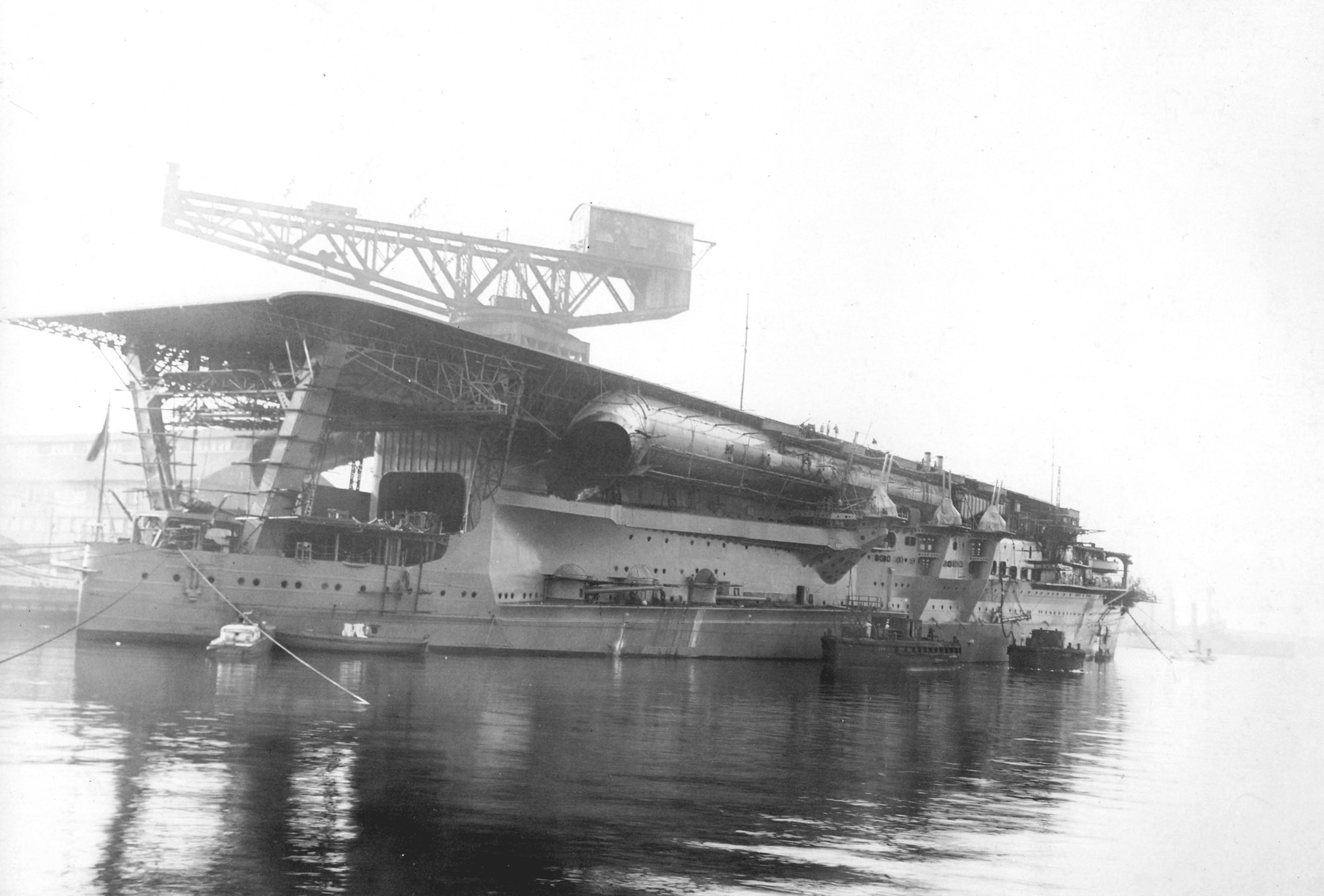
La construction du Kaga en 1928

Fidèle à l'esprit progressiste de l'Ère Meiji en matière d'« art de la guerre », le Japon est toujours resté au plus près des innovations aériennes, même si son apport à l'histoire de l'aéronautique mondiale reste modeste.
En mars 1909, le capitaine de corvette Eisuke Yamamoto (sans lien de parenté avec le célèbre amiral Yamamoto) adresse à sa hiérarchie un manifeste pour la création d'une arme aéronavale. Yamamoto avait pressenti l'importance que prendrait l'avion dans les conflits à venir.
Le Ministre de la Marine du moment, Saitō Makoto, est séduit par son projet et un « Comité pour la recherche du ballon » (à usage militaire) est fondé la même année.
C'est un comité inter-services (dont font partie l'Armée et la Marine) mais il est dirigé par l'Armée (avec le général Gaïchi Nagaoka en tête). Les anciennes rivalités entre Armée et Marine faisant surface, la Marine se sent mise à l'écart et finit par créer son propre comité, le « Comité de la Marine pour la Recherche Aéronautique », en juin 1910. Ce sera le noyau de la future Aéronavale impériale.
Ce comité en est encore au stade du travail d'études quand éclate la Première Guerre mondiale et le Japon ne prendra dès lors aucune part à l'histoire et au développement de l'aéronautique militaire qui marquera ce conflit.
La Marine impériale, emboîtant le pas à la Royal Navy, va aussi très tôt s'intéresser à l'aviation embarquée et en 1919, la construction du premier porte-avions japonais, le Hōshō, est lancée au chantier naval Asano de Yokohama avec le concours des Britanniques. L’histoire voudra que ce porte-avions survive à la Seconde Guerre mondiale et soit retrouvé, étrangement intact, par les Américains en 1945.

## La guerre de la Grande Asie orientale

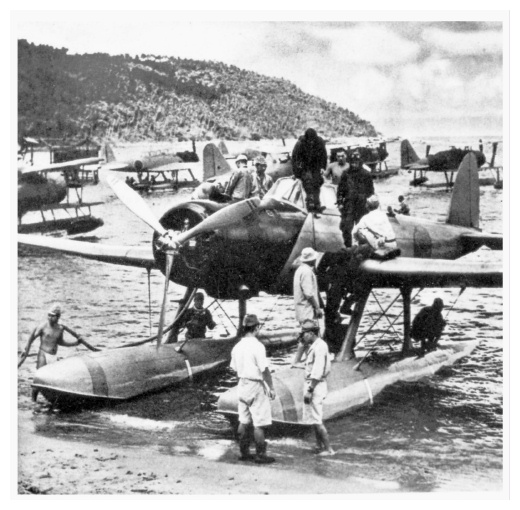
Hydravion Aichi E13A

Avec le service aérien de l'Armée impériale japonaise, le Service aérien de la Marine impériale japonaise mena, de 1937 à 1945, une campagne systématique de bombardements contre des objectifs civils en Extrême-Orient et même contre la ville de Darwin en Australie. Les zones les plus éprouvées furent les grandes villes chinoises comme Shanghai et Chongqing. Environ 5 000 civils chinois périrent lors des deux premiers jours de raids contre Chongqing en mai 1939.
À l'automne 1937, la violence des bombardements de Nankin et de Guangzhou entraîna une résolution de blâme du Comité aviseur de l'Extrême-orient de la Société des Nations à l'encontre du Japon. Lord Cranborne, le sous-secrétaire d'État aux Affaires étrangères de Grande-Bretagne, émit sa propre déclaration d'indignation : « Les mots ne peuvent exprimer le sentiment de profonde horreur avec lequel la nouvelle de ces raids a été reçue par le monde civilisé. Ils sont souvent dirigés contre des endroits éloignés de la zone d'hostilité réelle. L'objectif militaire, s'il existe, semble prendre une place secondaire. Le but principal semble être d'inspirer la terreur par le massacre des civils... ».

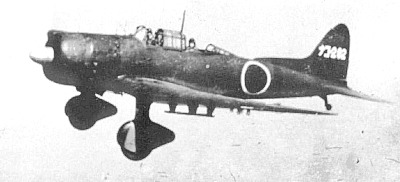
Le Aichi D3A2, le vieux serviteur de l'aviation d'assaut embarquée, héros de Pearl Harbour

En 1941 le Service de la Marine fut autorisé par le Quartier général impérial à orchestrer l'attaque de Pearl Harbor qui entraîna l'entrée des États-Unis dans la Seconde Guerre mondiale.

## Organisation

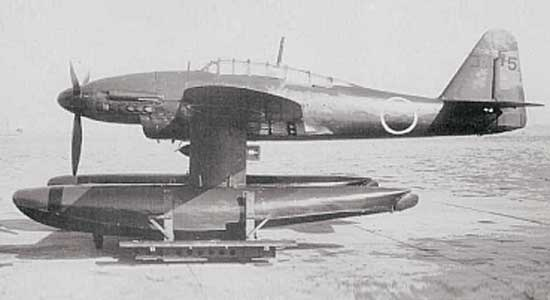
Le Aichi M6A Seiran fut spécialement conçu pour être embarqué sur un sous-marin pour des missions de bombardement et de reconnaissance longue portée.

En 1941, l’aéronavale japonaise disposait d’un peu plus de 3 000 avions de combat ainsi qu’environ 400 avions d’entrainement.
Au niveau des avions de combat, on trouve 660 chasseurs dont 350 A6M Zero, 330 bombardiers en piqué et bombardiers-torpilleurs, 240 bombardiers basés à terre et 520 hydravions. Cette répartition numérique est intéressante puisqu’on peut voir la prédominance des chasseurs ainsi que la présence de nombreux hydravions en dépit de problèmes de mise en œuvre en haute mer.
En septembre 1941, la Flotte combinée est réorganisée et tous les porte-avions sont regroupés sous un commandement unique, le Kidō Butai. Cette 1re flotte aérienne va pouvoir affiner tactiques et stratégies en entrainant les équipages et les groupes aériens sur un modèle commun. Ce regroupement ne change cependant pas la primauté du cuirassé sur le porte-avions.
Le nombre de pilotes expérimentés sur porte-avions n'étaient que quelques centaines en 1942, les lourdes pertes à Midway et les batailles suivantes de 1942 ne furent jamais compensés par l'arrivée de pilotes novices dont le niveau d'entrainement fut de plus en bas jusqu'à la fin du conflit. 121 aviateurs sont morts a Midway (dont 74 en vol), 110 a la bataille des Salomon orientales et 145 durant celle de Santa Cruz, cette dernière marquant la fin des cadres d’élites formés avant-guerre. 90 % des pilotes japonais étaient des sous-officiers car la Marine impériale estime que les pilotes sont de simples techniciens sans responsabilité.
Ses effectifs lors des actes de capitulation du Japon furent établis à 291 537 militaires sur un total de 1 178 750 membres de la Marine impériale.
L'organisation des unités de l'aéronavale est légèrement différente de celle de leurs homologues de la force aérienne de l'armée et aussi plus flexible, pour permettre son adaptation aux circonstances de la mission.
La grande unité de base est le kōkūtai (abrégé en kū) constituée de 36 à 64 appareils.
Le kū est constitué par des buntai, unités « lourdes » de 12 appareils, ou par des chūtai, escadrilles légères de 9 appareils. Les buntai et chūtai se subdivisent eux-mêmes en shōtai de trois avions. Le kū est identifié par un numéro ou par le nom de sa base pour les unités terrestres.
Dans un kū, deux chūtai sont regroupés dans un daitai[réf. nécessaire], équivalent d'une escadrille.
Grâce à cette flexibilité modulaire, des kōkūtai peuvent être regroupés au sein d'un kōkū sentai (KS, flottille) qui peut elle-même faire partie d'un kōkū kantai (KK flotte aérienne).